# Ameixoeira (Lisboa)
Ameixoeira é um bairro e uma antiga freguesia portuguesa do município de Lisboa, com 1,61 km² de área e 11 863 habitantes (2011). Densidade: 7 368,3 hab/km².
Como consequência de uma reorganização administrativa, oficializada a 8 de novembro de 2012 e que entrou em vigor após as eleições autárquicas de 2013, foi determinada a extinção da freguesia, passando o seu território integralmente para a nova freguesia de Santa Clara.
O território da antiga freguesia situa-se no norte do município de Lisboa, fazendo fronteira com os municípios de Loures e de Odivelas. A sul e a oeste, situa-se a freguesia do Lumiar e a leste situa-se o território da antiga freguesia da Charneca.

## População
★ Nos censos de 1864 pertencia ao concelho dos Olivais, extinto por decreto de 22/07/1886. Novos limites foram fixados pelo decreto-lei nº 42.142, de 07/02/1959

Grupos etários em 2001 e 2011			

| Nº de habitantes | Nº de habitantes | Nº de habitantes | Nº de habitantes | Nº de habitantes | Nº de habitantes | Nº de habitantes | Nº de habitantes | Nº de habitantes | Nº de habitantes | Nº de habitantes | Nº de habitantes | Nº de habitantes | Nº de habitantes | Nº de habitantes | Nº de habitantes |
| ---------------- | ---------------- | ---------------- | ---------------- | ---------------- | ---------------- | ---------------- | ---------------- | ---------------- | ---------------- | ---------------- | ---------------- | ---------------- | ---------------- | ---------------- | ---------------- |
| 1864             | 1878             | 1890             | 1900             | 1911             | 1920             | 1930             | 1940             | 1950             | 1960             | 1970             | 1981             | 1991             | 2001             | 2011             |                  |
| 205              | 209              | 340              | 396              | 515              | 407              | 629              | 1098             | 1080             | 2017             | 6586             | 11004            | 10605            | 9644             | 11863            |                  |
|                  | +2%              | +63%             | +16%             | +30%             | -21%             | +55%             | +75%             | -2%              | +87%             | +227%            | +67%             | -4%              | -9%              | +23%             |                  |

|     | 0-14 anos      | 15-24 anos     | 25-64 anos     | 65 e + anos    |
| Hab | 1 404 \| 2 084 | 1 517 \| 1 370 | 5 483 \| 6 653 | 1 240 \| 1 756 |
| Var | +48%           | -10%           | +21%           | +42%           |

## História
O território da antiga freguesia da Ameixoeira situa-se num ponto elevado com vista sobre o geral da cidade de Lisboa e arredores, gozando de um belo panorama e largos horizontes, vendo-se Odivelas, Paço do Lumiar, Póvoa de Santo Adrião, serras da Amoreira, de Caneças, Montachique e até a Serra de Sintra. Podemos ver também, nitidamente as freguesias de Sacavém, Portela de Sacavém e Moscavide, o Parque das Nações e, consequentemente, o Rio Tejo, atravessado pela sua Ponte Vasco da Gama e, de outro ângulo se vê a Ponte 25 de Abril e o Cristo Rei. Também se pode ver bem desta freguesia, o Aeroporto de Lisboa, do seu lado oeste.
A antiga freguesia teve várias denominações: até ao século XVII era conhecida por "Mixoeira", denominando-se também "Ameijoeira" e "Funchal".
"Mixoeira" terá surgido a partir do nome de um mouro Mixio ou Mixo, já o nome "Ameijoeira" da grande quantidade de amêijoas fósseis que apareciam. A designação de "Funchal" é atribuída ao facto duma velha tradição dizer ter sido encontrada a imagem do orago da freguesia num funchal, donde proveio o título de Nossa Senhora do Funchal, título conservado até 1541, ano em que se trocou pelo actual.

### Vestígios pré-históricos
Desde os tempos pré-históricos que se verificou a ocupação humana do território que é a freguesia da Ameixoeira. Existem diversos vestígios arqueológicos encontrados na freguesia, que vão do Paleolítico ao Calcolítico. Supõe-se mesmo que o Forte da Ameixoeira esteja edificado sobre um povoado Calcolítico e existem referências e achados de cistas funerárias, interpretadas como túmulos celtas na altura da sua descoberta.

### Período romano
A presença romana está documentada através de um altar ou cipo, encontrada em 1720 na Várzea de Santa Suzana e que apresentava uma inscrição provavelmente do século III.

### Período muçulmano
Do período muçulmano ficaram alguns vestígios - As "covas", tulhas ou silos subterrâneos - e diversas reminiscências lendárias, como a do mouro Mixo ou Amixo ter fundado a povoação e a da batalha travada entre mouros e cristãos e de como estes encontraram a imagem de Nossa Senhora escondida num funchal.

### Períodos seguintes
Quando em 1147, se verificou a conquista de Lisboa, já existiria o povoado da Ameixoeira, mas com o nome latino de "Muchinis".
No século XIII existem documentos referentes a propriedades agrícolas da igreja de Santa Marinha situadas no lugar de "Moyxoeira".
O século XIV é pródigo em documentação sobre doações, transacções e possessões das terras da freguesia. Em 1326 há também notícia nesse período de um companheiro de armas de D. João I, chamado "Fernão Gonçalves da Moxoeira".
No século XV, a Ameixoeira tinha uma relativa importância e havia no lugar uma albergaria para pobres e peregrinos.
No início do século XVI, a Ameixoeira procurava constituir freguesia própria separando-se do Lumiar, de que era anexa desde 1266 mas o processo de desanexação só ficou concluído em 16 de Outubro de 1541, com a criação da freguesia, sob a invocação de Nossa Senhora da Encarnação. De referir que o registo paroquial mais antigo do concelho de Lisboa é precisamente da igreja de Ameixoeira e data de 1540, altura em que a freguesia ainda não estava completamente desvinculada do Lumiar.
Em 1660, foi construída a Fonte da Torrinha, com a sua mãe-d’água. De 1664 a 1681, efectuaram-se grandes obras na igreja, sendo-lhe acrescentada a capela-mor e pintados os painéis do tecto por Bento Coelho da Silveira. Estando como juiz da Confraria de Nossa Senhora da Encarnação da Ameixoeira, em 1688, o desembargador Gonçalo Mendes de Brito ele paga ao azulejador pela colocação de azulejos na nave e é à sua custa que foi feito o retábulo-mor.
O terramoto de 1755 provocou grandes estragos materiais, tanto na igreja como nas casas e quintas da freguesia.
Durante o século XIX a Ameixoeira terá sido o local preferido pelos lisboetas de oitocentos para sangrentos duelos de honra e assistiu a construção do Forte da Ameixoeira.
Durante o século XX a freguesia conheceu a sua fase menos nobre, colocada em abandono durante décadas as suas infra-estruturas históricas foram-se degradando, na freguesia, tendo sido criados bairros sociais para realojar a povoação dos antigos bairros de lata que existiam nas regiões vizinhas da Ameixoeira. As regiões eram elas: Charneca, Cruz Vermelha, Vale do Forno, Odivelas, Quinta do Louro, Galinheiras. A partir deste Plano Especial de Realojamento que centrado nas Galinheiras, realojou várias populações de Lisboa e não só nesta freguesia. Foram também construídos novos empreendimentos também na zona das Galinheiras de custos controlados subsidiados pelo Município para os Jovens, e novas urbanizações como a Alta de Lisboa que descaracterizam uma freguesia que sempre teve forte ruralidade e serenidade. A zona actualmente foi mesmo considerada como problemática e como área critica, devido aos bairros sociais construídos na região das Galinheiras e foi também alvo do projecto europeu LUDA (Large Urban Distressed Áreas) destinado a grandes áreas urbanas carentes e desfavorecidas, com o fim de detectar problemas e sugerir soluções.

## Património
- Igreja Matriz da Ameixoeira
- Quinta e Palácio do Ministro
- Quinta de Santa Clara
- Quinta Santa Anna
- Quinta Santo André
- Quinta Nossa Senhora do Carmo
- Quinta Loureiro
- Quinta Santo António
- Quinta Catelhana
- Igreja de Nossa Senhora da Encarnação (Ameixoeira)
- Forte da Ameixoeira
- Casal da Nossa Senhora da Saúde
- Porta gótica da Azinhaga da cidade

## Brasão e Bandeira

### Armas
Escudo de azul, uma torre hexagonal de prata com fresta de negro em todas as faces, lavrada de negro, movente do contra-chefe, entre duas ameixoeiras de verde, perfiladas de ouro e frutadas de sua cor. Coroa mural de três torres. Listel branco com a legenda a negro: " AMEIXOEIRA - LISBOA ".

### Bandeira
Esquartelada de branco e azul, cordões e borlas de prata e azul. Haste e lança de ouro

## Monografia
Em 1997 foi editada a 1ª edição da obra Ameixoeira, Um Núcleo Histórico (monografia e outros artigos). Uma detalhada e rigorosa monografia da freguesia da autoria de Eugénio do Espírito Santo, que aguarda a sua 2ª edição, e que pode ser consultada nas Bibliotecas Municipais e na Freguesia da Ameixoeira.

## Transportes
A antiga freguesia da Ameixoeira era servida por uma estação de Metropolitano,(linha amarela,com destino ao rato e no sentido contrario a odivelas), assim como por estradas municipais, Eixo Norte-Sul, etc. Várias empresas de transportes colectivos (carreiras da Carris 40B, 736, 703 e 796) passam pelo território da antiga freguesia).Também passam carreiras de autocarros da rodoviaria de lisboa com destino a localidades dos concelhos de odivelas e loures.

## Colectividades
- Clube Recr. Ameixoeirense
- Grupo Recr. Inter do Desvio
- Sport União da Torrinha
- Juventude de Atletismo das Galinheiras
- Ameixoeira Futsal Clube

## Outras Instituições
- Academia de Música de Santa Cecília
- Instituto Superior de Gestão (esta instituicao deixou a freguesia ficando associada a lusofona junto ao campo grande tendo o  edificio  sido ocupado pela central sindical UGT)
- Centro Social e Paroquial da Ameixoeira
- Cottolengo do Padre Alegre
- Casa da Cultura Cigana
- Centro de Desenvolvimento Comunitário da Ameixoeira K’CIDADE
- Piscina Municipal
- Biblioteca Infantil da Ameixoeira

## Espaços Verdes
- Jardim da Ameixoeira
- Jardim de Santa Clara
- Parque Urbano da Ameixoeira - Projectado/Por construir

## Bairros
- Quinta da Torrinha
- Desvio
- Núcleo histórico da Ameixoeira
- Bairro das Galinheiras
- Alto do Chapeleiro
- Quinta das Lavadeiras
- Quinta das Mouriscas
- Santa Clara (Ameixoeira)
- Alta de Lisboa
- Quinta do Grafanil

## Projectos
A freguesia da Ameixoeira era uma das mais carenciadas e críticas da cidade de Lisboa, a sua posição periférica para isso contribuía.
Ao longo dos tempos foram realizados vários estudos, projectos e planos com vista a minimizar as assimetrias entre a Ameixoeira e as outras freguesias lisboetas, destacando-se:
- Parque Periférico
- Coroa Norte
- Plano de Acção Territorial (PAT)
- Large Urban Distressed Áreas (LUDA)
- Plano Regional de Ordenamento do Território da Área Metropolitana de Lisboa (PROTAML)
- Programa Integrado de Qualificação das Áreas Suburbanas da Área Metropolitana de Lisboa (PROQUAL)
- Programa de Recuperação de Áreas Urbanas Degradadas (PRAUD)

## Arruamentos
A freguesia da Ameixoeira continha 71 arruamentos. Eram eles:
| - Alameda António Sérgio - Avenida Glicínia Quartin - Azinhaga da Cidade - Azinhaga da Torrinha - Azinhaga das Galinheiras - Azinhaga de São Gonçalo - Azinhaga do Rio - Beco dos Ferreiros - Calçada de Carriche - Calçada do Forte da Ameixoeira - Calçada do Poço - Estrada da Ameixoeira - Estrada de São Bartolomeu - Estrada do Desvio - Estrada do Forte da Ameixoeira - Largo do Ministro - Largo do Terreiro - Praceta da Quinta de São João Baptista - Rua Alberto Barbosa - Rua António Botto - Rua António Vilar - Rua Armando Ferreira - Rua Arnaldo Assis Pacheco - Rua Artur Ramos | - Rua Barata Feyo - Rua Berta Cardoso - Rua Brunilde Júdice - Rua Carlos Amaro - Rua Carlos Rocha - Rua Cidade de Tomar - Rua Constança Capdeville - Rua da Assunção às Galinheiras - Rua da Quinta das Lavadeiras - Rua da Quinta de Santa Susana - Rua das Raparigas - Rua de Nossa Senhora da Encarnação - Rua Direita da Ameixoeira - Rua do Alto do Chapeleiro - Rua do Grafanil - Rua dos Balsares de Baixo - Rua Engº Quartin Graça - Rua Fernanda Alves - Rua Fernando Cabral - Rua Fernando Gusmão - Rua Frederico de Brito - Rua Hugo Casaes - Rua Jaime Relvas - Rua Jaime Santos | - Rua João Amaral - Rua Jorge Croner de Vasconcelos - Rua Jorge de Sena - Rua José Viana - Rua Luís Oliveira Guimarães - Rua Maluda (Maria de Lurdes Ribeiro) - Rua Mantero Belard - Rua Manuel Martins da Hora - Rua Norberto Lopes - Rua Pablo Neruda - Rua Primeiro de Maio ao Grafanil - Rua Prof. Adelino da Palma Carlos - Rua Prof. Barahona Fernandes - Rua Prof. José Pinto Correia - Rua Raul de Carvalho - Rua Raul Rego - Rua Rui Coelho - Rua Varela Silva - Rua Vicente Lusitano - Rua Vitorino Nemésio - Rua Wenceslau Pinto - Travessa de Santo André à Ameixoeira - Travessa de Santo António |